# 赛门铁克端点防护
赛门铁克端点防护（英語：Symantec Endpoint Protection）是由博通公司开发的安全软件套件，包括杀毒软件、入侵检测系统和防火墙，适用于服务器和台式电脑，在端点安全产品中拥有最大的市场份额。

## 版本历史
赛门铁克端点防护首次发行于2007年9月，版本号为11.0。端点防护整合了多个安全软件产品，包括Symantec Antivirus Corporate Edition 10.0、客户端安全、网络访问控制和Sygate Enterprise Edition。端点防护也有新的特性。例如，它可以阻止数据传输至未授权的设备，如U盘或蓝牙设备。
当时，Symantec Antivirus Corporate Edition因其臃肿笨拙受到广泛批评。端点防护11.0旨在解决这些批评问题。Symantec Corporate Edition 10.0的磁盘占用空间接近100 MB，而端点防护仅占用21 MB。
2009年，赛门铁克推出了托管服务，赛门铁克员工可以远程部署和管理赛门铁克端点防护的安装。具有更快安装过程的小型企业版于2010年发布。2011年2月，赛门铁克公布端点防护12.0。新版本并入了一个名为Symantec Insight的基于云的恶意文件数据库。Insight旨在打击那些会生成文件变种从而不会被基于签名的反恶意软件检测到的恶意软件。2012年末，赛门铁克发布了支持VMware vShield的12.1.2版。
端点防护云端版于2016年9月发布。随后14版于11月发布。14版整合了机器学习技术，可用于查找数字数据中可能存在网络安全威胁的模式。它还集成了内存漏洞缓解，改进了性能。

## 特色
赛门铁克端点防护是一个安全软件套件，它包括了入侵检测系统、防火墙和杀毒软件的功能。根据《SC Magazine》的说法，端点防护还具有数据丢失预防软件一些典型功能。它通常安装在运行Windows、Linux或macOS的服务器上。截至2018年，14版是目前官方唯一支持的版本。
端点防护会扫描计算机以查找安全威胁。它可以阻止未经批准的程序运行，并应用防火墙策略控制网络流量；尝试识别并阻止企业网络或来自网页浏览器中的恶意流量；使用来自用户的汇总信息识别恶意软件。截至2016年，赛门铁克称使用了来自175个国家的1.75亿台安装了Endpoint Security的设备的数据。
端点防护有一个管理控制台，IT部门可以使用它修改每个部件的安全策略，例如从防病毒扫描中排除某些程序或文件。套件不直接管理移动设备，而是在其连接到计算机时将其视为外围设备，并保护计算机免受移动设备上恶意软件的侵害。

## 漏洞
2012年初，赛门铁克端点防护的源代码被盗取并在网上发布。一个自称“The Lords of Dharmaraja”（宗教之王）的黑客组织宣布为此事负责，称源代码是从印度军事情报部门中盗取的。印度政府要求供应商提交出售给政府的计算机程序的源代码，确保它们不被用于间谍活动。2012年7月，端点防护的更新引发了兼容性问题，在运行某些第三方文件系统驱动程序的Windows XP计算机上触发蓝屏死机。2014年，Offensive Security在对一金融服务机构进行渗透测试期间发现了赛门铁克端点防护的一个漏洞。应用程序和设备控制驱动程序中的漏洞允许已登录用户访问系统。此漏洞在当年8月份得到修补。

## 评价
高德纳公司表示，赛门铁克端点防护14是当下最全面的端点安全产品之一，经常在独立测试中取得优秀成绩。但是，客户会对产品开发和公司发展中“几乎不停的变化”感到“疲劳”。《SC Magazine》称端点防护14是“此类工具中最全面的......具有极佳的程序安装和文档说明”。端点防护“安装和管理过程简单易懂”，但支持费用“有点高”。
Forrester报道称，12.1版是市场上最完整的终端安全软件产品，但软件不同的IT安全功能未得到很好地整合。报告推测整合问题将在14版中解决。《Network World》根据NSS Labs测试的数据将赛门铁克端点防护列为端点安全产品的第六名。